# Serra del Munt
La Serra del Munt és una serra situada al municipi de Foradada a la comarca de la Noguera, amb una elevació màxima de 571 metres.